# Ipomoea asarifolia
Salsa-brava (Nome científico:Ipomoea asarifolia) é uma espécie de planta da família Convolvulaceae e do gênero Ipomoea.Planta herbácea de característica trepadeira e rasteira, de flores róseas de formato infundibuliforme e folhas glabras.
Essa espécie é nativa em regiões de caatinga e restinga no Brasil, e também é encontrada introduzida como planta exótica em áreas de savanas no continente africano.